# سلافكو بيروفيتش
سلافكو بيروفيتش (بالصربية: Славко Перовић)‏ هو لاعب كرة قدم صربي في مركز نصف الجناح، ولد في 9 يونيو 1989 في كراغوييفاتس في صربيا. شارك مع منتخب صربيا تحت 21 سنة لكرة القدم. أما مع النوادي، فقد لعب مع ألانيا سبور والنجم الأحمر بلغراد وإسطنبول سبور ودينامو بوخارست ودينيزلي سبور وراد بيوغراد ومانيساسبور ونابريداك كروشيفاتس ونادي أوبليتش.

## وصلات خارجية
- سلافكو بيروفيتش على موقع الاتحاد الدولي (مؤرشف)  (الإنجليزية)
- سلافكو بيروفيتش على موقع الاتحاد الأوربي (الإنجليزية)
- سلافكو بيروفيتش على موقع اتحاد تركيا (لاعب) (الإنجليزية)
- سلافكو بيروفيتش على موقع اتحاد تركيا (لاعب) (الإنجليزية)
- سلافكو بيروفيتش على موقع قاعدة بيانات كرة القدم.إي يو (الإنجليزية)
- سلافكو بيروفيتش على موقع Soccerway.com (الإنجليزية)
- سلافكو بيروفيتش على موقع عالم كرة القدم.نت (الإنجليزية)